# Ромас Убартас
Ромас Убартас (на литовски: Romas Ubartas) е литовски и съветски лекоатлет.
Той е олимпийски шампион в хвърлянето на диск от XXV летни олимпийски игри, проведени в Барселона през 1992 г.

## Биография
Роден е на 26 май 1960 г. в Паневежис, Литовска ССР. Започва да се занимава с лека атлетика, когато е 15-годишен.
Включен е в съветския национален отбор през 1983 г. Става европейски шампион (1986), печели сребърен олимпийски медал от олимпийските игри в Сеул през 1988 г. Считан е за фаворит за световната титла, но отказва да се състезава за СССР през 1991 г.
Печели олимпийската титла в хвърлянето на диск на Олимпиадата в Барселона на 5 август 1992 г. С титлата си се превръща в първия атлет от независима Литва, спечелил златен олимпийски медал.
През 1993 г. е наказан за 4 години за употреба на допинг (болденон) на световното първенство. След като изтърпява наказанието, продължава да се състезава до 2002 г., но не достига успехите си от преди това.
Убартас е знаменосец на Литва на XXVII летни олимпийски игри, проведени в Сидни през 2000 г.

## Постижения
| Като представител на СССР  | Като представител на СССР | Като представител на СССР | Като представител на СССР | Като представител на СССР | Като представител на СССР |
| -------------------------- | ------------------------- | ------------------------- | ------------------------- | ------------------------- | ------------------------- |
| 1986                       | Европейско първенство     | Щутгарт, Западна Германия | 1                         | диск                      | 61,66 m                   |
| 1988                       | Олимпийски игри           | Сеул, Южна Корея          | 2                         | диск                      | 67,48 m                   |
| Като представител на Литва |                           |                           |                           |                           |                           |
| 1992                       | Олимпийски игри           | Барселона, Испания        | 1                         | диск                      | 65,12 m                   |